# Sefedin Braho
Sefedin Braho (Gjirokastra, 1953. augusztus 18. – 2024. október 6.) válogatott albán labdarúgó, csatár.

## Pályafutása

### Klubcsapatban
1970 és 1972 között a Luftëtari, 1972 és 1974 között a Partizani labdarúgója volt. 1974-ben visszatért a Luftëtari csapatához. 1979-ben és 1980-ban kölcsönben ismét a Partizani játékosa volt. 1988-ban fejezte be az aktív játékot anyaegyesületében. A Partizani csapatával két albánkupa-győzelmet ért el.

### A válogatottban
1973 és 1983 között kilenc alkalommal szerepelt az albán válogatottban és egy gólt szerzett.

## Sikerei, díjai
Partizani Tirana
- Albán kupa
  - győztes (2): 1973, 1980

## Statisztika

### Mérkőzései az albán válogatottban
| Albánia | Albánia             | Albánia                                | Albánia  | Albánia  | Albánia    | Albánia      | Albánia | Albánia |
| #       | Dátum               | Helyszín                               | Hazai    | Eredmény | Vendég     | Kiírás       | Gólok   | Esemény |
| ------- | ------------------- | -------------------------------------- | -------- | -------- | ---------- | ------------ | ------- | ------- |
| 1.      | 1973. május 6.      | Tirana, Qemal Stafa Stadion            | Albánia  | 1 – 4    | Románia    | vb-selejtező | -       |         |
| 2.      | 1973. október 10.   | Tirana, Qemal Stafa Stadion            | Albánia  | 1 – 0    | Finnország | vb-selejtező | -       |         |
| 3.      | 1973. november 3.   | Tirana, Qemal Stafa Stadion            | Albánia  | 1 – 4    | NDK        | vb-selejtező | -       |         |
| 4.      | 1980. szeptember 3. | Tirana, Qemal Stafa Stadion            | Albánia  | 2 – 0    | Finnország | vb-selejtező | 1       | 2'      |
| 5.      | 1980. október 19.   | Szófia, Vaszil Levszki Nemzeti Stadion | Bulgária | 2 – 1    | Albánia    | vb-selejtező | -       |         |
| 6.      | 1980. november 15.  | Bécs, Práter stadion                   | Ausztria | 5 – 0    | Albánia    | vb-selejtező | -       | 61'     |
| 7.      | 1980. december 6.   | Tirana, Qemal Stafa Stadion            | Albánia  | 0 – 1    | Ausztria   | vb-selejtező | -       | 59'     |
| 8.      | 1981. november 18.  | Dortmund, Westfalenstadion             | NSZK     | 8 – 0    | Albánia    | vb-selejtező | -       |         |
| 9.      | 1983. június 8.     | Tirana, Qemal Stafa Stadion            | Albánia  | 1 – 2    | Ausztria   | Eb-selejtező | -       |         |
|         | Összesen            |                                        |          | 9        | mérkőzés   |              | 1       | gól     |